# Leopold Löwenheim
Leopold Löwenheim (Krefeld, 26 de junho de 1878 — Berlim, 5 de maio de 1957) foi um matemático alemão, conhecido por seu trabalho em lógica matemática.
O regime nazista o forçou a se aposentar, porque sob as Leis de Nuremberg foi considerado apenas três quartos ariano. Em 1943, muito de seu trabalho foi destruído durante a incursão de bombardeio sobre Berlim. Não obstante, ele sobreviveu à Segunda Guerra Mundial, depois do que ele continuou a ensinar matemática.
Löwenheim (1915) deu a primeira prova do que agora é conhecido como o teorema Löwenheim–Skolem, frequentemente considerado o ponto inicial para a teoria de modelos.

## Publicações selecionadas
Primária:
- 1915, "Über Möglichkeiten im Relativkalkül," Mathematische Annalen 76: 447–470. Translated as "On possibilities in the calculus of relatives" in Jean van Heijenoort, 1967. A Source Book in Mathematical Logic, 1879–1931. Harvard Univ. Press: 228–251.

Secundária:
- Brady, Geraldine, 2000. From Peirce to Skolem. North Holland. Contém uma exegese detalhada da prova de Löwenheim (1915), e discute como Thoralf Skolem simplificou essa prova e estendeu o escopo e a generalidade do teorema.